# Hichem Essifi
Hichem Essifi (arabe : هشام الصيفي), né le 27 février 1987 à Oueslatia, est un footballeur tunisien évoluant au poste d'attaquant.

## Biographie
Il est formé au Stade soussien mais se fait connaître lors de son passage à l'Union sportive monastirienne. Le 3 juillet 2010, il signe en faveur du Club africain. Le 31 août 2011, il rejoint l'Olympique de Béja. Le 12 juillet 2012, Il s'engage avec le CA Bordj Bou Arreridj. À l'été 2013, il rejoint un club de la Ligue II tunisienne, l'Espérance sportive de Zarzis puis la Jeunesse sportive kairouanaise à l'été 2014 et le Stade gabésien en 2015.
Il compte neuf sélections en équipe nationale pour trois buts marqués.

## Clubs
- 2002-2007 : Stade soussien (Tunisie)
- 2007-août 2010 : Union sportive monastirienne (Tunisie)
- août 2010-juillet 2011 : Club africain (Tunisie)
- juillet 2011-juillet 2012 : Olympique de Béja (Tunisie)
- juillet 2012-juillet 2013 : Chabab Ahly Bordj Bou Arreridj (Algérie)
- juillet 2013-août 2014 : Espérance sportive de Zarzis (Tunisie)
  - janvier-juin 2014 :  Club sportif hilalien (Tunisie), en prêt
- août 2014-juillet 2015 : Jeunesse sportive kairouanaise (Tunisie)
- juillet 2015-juillet 2017 : Stade gabésien (Tunisie)
- juillet 2017-août 2018 : Union sportive monastirienne (Tunisie)
  - janvier-juin 2018 : Ohod Club (Arabie saoudite), en prêt
- août 2018-janvier 2019 : Al-Aïn FC (Arabie saoudite)
- janvier-août 2019 : Al-Faisaly Club (Jordanie)
- août 2019-janvier 2020 : Ohod Club (Arabie saoudite)
- janvier 2020-janvier 2021 : Al-Wehdat Club (Jordanie)
- janvier-juillet 2021 : Al-Diriyah Club (en) (Arabie saoudite)
- juillet-septembre 2021 : Al-Faisaly Club (Jordanie)
- janvier-juillet 2022 : Stade tunisien (Tunisie)
- juillet 2022-octobre 2023 : Stade gabésien (Tunisie)
- depuis octobre 2023 : Étoile sportive de Oueslatia (ar) (Tunisie)

## Palmarès
- Coupe nord-africaine des clubs champions :
  - Vainqueur : 2010
- Coupe de Tunisie :
  - Finaliste : 2015